# Giuseppe Zambeccari
Giuseppe Zambeccari (19. března 1655 Castelfranco di Sotto – 13. prosince 1728 Pisa) byl italský lékař a anatom.

## Život a kariéra
Studoval medicínu na univerzitě v Pise a navštěvoval kurzy Lorenza Belliniho a Alessandra Marchettiho. Po promoci v roce 1679 praktikoval ve florentském Ospedale di Santa Maria Nuova, kde se seznámil s Francescem Redim. Po smrti Belliniho, v roce 1704, se stal profesorem anatomie. V jedné ze svých operativních příruček prokázal, že slezina není nezbytná pro přežití. Zajímal se také o lázeňství v oblasti Toskánska.

## Dílo
- "Le Esperienze intorno a diverse viscere tagliate a diversi animali viventi", 1680
- "Lettere intorno al sonno e alla veglia e all'uso dell'oppio", Pisa, 1685
- "Lettera della dottrina delle separazioni", Pisa, 1686
- "Idea glandulae, fabrica, usu et generali doctrina secretionis"
- "Dissertazioni sul digiuno"